# Okręg wyborczy Newcastle upon Tyne West
Okręg wyborczy Newcastle upon Tyne powstał w 1918 i wysyłał do brytyjskiej Izby Gmin jednego deputowanego. Okręg obejmował zachodnią część miasta Newcastle upon Tyne w hrabstwie Northumberland. Został zlikwidowany w 1983.

## Deputowani do brytyjskiej Izby Gmin z okręgu Newcastle upon Tyne West
- 1918–1922: Edward Shortt, Partia Liberalna
- 1922–1923: David Adams, Partia Pracy
- 1923–1924: Cecil Ramage, Partia Liberalna
- 1924–1931: John Henry Palin, Partia Pracy
- 1931–1940: Joseph William Leech, Partia Konserwatywna
- 1940–1945: William Nunn, Partia Konserwatywna
- 1945–1966: Ernest Popplewell, Partia Pracy
- 1966–1983: Robert Brown, Partia Pracy